# 吉拉德 (堪薩斯州)
吉拉德（英語：Girard）是一個位於美國堪薩斯州克勞福德縣的城市。同時該地也是克勞福德縣的縣治。

## 地方資料
吉拉德的座標為37°30′37″N 94°50′39″W / 37.51028°N 94.84417°W，而該地的海拔高度為299米（即981英尺）。根據2010年美國人口普查，該地共人口2496人，而該地的面積約為6.14平方千米。